# Raionul Nadvirna, Ivano-Frankivsk
Nadvirna (în ucraineană Надвірнянський район, transliterat: Nadvirneanskîi raion) este un raion în regiunea Ivano-Frankivsk, Ucraina. Are reședința la Nadvirna.
Are o suprafață de 1.872 km². Populația este de 130.600 locuitori, determinată în 2020.